# Гран-при Бейрас и Серра-да-Эштрела 2024
6-й выпуск Гран-при Бейрас и Серра-да-Эштрела — шоссейного тура по дорогам португальских регионов Кова-да-Бейра и Серра-да-Эштрела. Гонка прошла с 3 по 5 мая 2024 года в рамках Европейского тура UCI 2024 (категория 2.2). Победителем стал российский велогонщик Артём Ныч.

## Участники
| UCI ProTeam- Caja Rural-Seguros RGA UCI Continental Teams (12)- Sabgal-Anicolor - Aviludo-Louletano-Loulé Concelho - Credibom-La Alumínios-Marcos Car - Rádio Popular-Paredes-Boavista - Kelly-Simoldes-UDO - AP Hotels & Resorts-Tavira-SC Farense - ABTF Betão-Feirense - Tavfer-Ovos Matinados-Mortágua - Efapel Cycling - Victoria Sports Pro Cycling Team - Sidi Ali-Unlock Team - MENtoRISE MLMsuperstars |
| |

## Маршрут
| Этап | Дата  | Маршрут              | type      | Длина (км) | Победитель    | Лидер генеральной классификации |
| ---- | ----- | -------------------- | --------- | ---------- | ------------- | ------------------------------- |
| 1    | 3 май | Транкозу – Меда      | холмистый | 197,1      | Артём Ныч     | Артём Ныч                       |
| 2    | 4 май | Белмонти – Сабугал   | равнинный | 151,7      | Юрий Лейтау   | Артём Ныч                       |
| 3    | 5 май | Мантейгаш – Ковильян | холмистый | 171        | Алекс Моленар | Артём Ныч                       |

## Ход гонки
Победа на первом этапе и второе место на третьем позволили Артёмы Нычу остаться лидером общего зачёта в гонке и повторить успех 2023 года.

## Лидеры классификаций
| Этап |           | Победитель _  | Генеральная классификация _ |
| ---- | --------- | ------------- | --------------------------- |
| 1    | холмистый | Артём Ныч     | Артём Ныч                   |
| 2    | равнинный | Юрий Лейтау   | Артём Ныч                   |
| 3    | холмистый | Алекс Моленар | Артём Ныч                   |
| Итог | Итог      |               | Артём Ныч                   |

## Итоговое положение
| \| Генеральная классификация \| Генеральная классификация \| Генеральная классификация \| Генеральная классификация \| Генеральная классификация \| \| Гонщик \| Гонщик \| Команда \| Время \| \| \| ------------------------- \| ------------------------- \| ---------------------------- \| ------------------------- \| ------------------------- \| \| 1-й \| Артём Ныч \| Sabgal-Anicolor \| 13ч 52' 30 \| \| \| 2-й \| Алекс Моленар \| Illes Balears Arabay Cycling \| + 10 \| \| \| 3-й \| Маурисио Морейра \| Sabgal-Anicolor \| + 25 \| \| |                  |                              |            |
| |                  |                              |            |
| Источник: ProCyclingStats |                  |                              |            |
| Генеральная классификация |                  |                              |            |
| Гонщик | Гонщик           | Команда                      | Время      |
| 1-й | Артём Ныч        | Sabgal-Anicolor              | 13ч 52' 30 |
| 2-й | Алекс Моленар    | Illes Balears Arabay Cycling | + 10       |
| 3-й | Маурисио Морейра | Sabgal-Anicolor              | + 25       |

| Очковая классификация | Очковая классификация | Очковая классификация        | Очковая классификация | Очковая классификация |
| Гонщик                | Гонщик                | Команда                      | Очки                  |                       |
| --------------------- | --------------------- | ---------------------------- | --------------------- | --------------------- |
| 1-й                   | Артём Ныч             | Sabgal-Anicolor              | 25 очков              |                       |
| 2-й                   | Алекс Моленар         | Illes Balears Arabay Cycling | 20 очков              |                       |
| 3-й                   | Жорди Лопес           | Equipo Kern Pharma           | 17 очков              |                       |

| Очковая классификация | Очковая классификация | Очковая классификация        | Очковая классификация | Очковая классификация |
| Гонщик                | Гонщик                | Команда                      | Очки                  |                       |
| --------------------- | --------------------- | ---------------------------- | --------------------- | --------------------- |
| 1-й                   | Артём Ныч             | Sabgal-Anicolor              | 25 очков              |                       |
| 2-й                   | Алекс Моленар         | Illes Balears Arabay Cycling | 20 очков              |                       |
| 3-й                   | Жорди Лопес           | Equipo Kern Pharma           | 17 очков              |                       |

| Горная классификация | Горная классификация  | Горная классификация             | Горная классификация | Горная классификация |
| Гонщик               | Гонщик                | Команда                          | Очки                 |                      |
| -------------------- | --------------------- | -------------------------------- | -------------------- | -------------------- |
| 1-й                  | Luís Felipe Fernandes | Credibom-LA Alumínios-Marcos Car | 4 очков              |                      |
| 2-й                  | Francisco Pereira     | ABTF Betão-Feirense              | 3 очков              |                      |
| 3-й                  | Фредерико Фигеиредо   | Sabgal-Anicolor                  | 2 очков              |                      |

| Горная классификация | Горная классификация  | Горная классификация             | Горная классификация | Горная классификация |
| Гонщик               | Гонщик                | Команда                          | Очки                 |                      |
| -------------------- | --------------------- | -------------------------------- | -------------------- | -------------------- |
| 1-й                  | Luís Felipe Fernandes | Credibom-LA Alumínios-Marcos Car | 4 очков              |                      |
| 2-й                  | Francisco Pereira     | ABTF Betão-Feirense              | 3 очков              |                      |
| 3-й                  | Фредерико Фигеиредо   | Sabgal-Anicolor                  | 2 очков              |                      |

| Молодёжная классификация | Молодёжная классификация | Молодёжная классификация | Молодёжная классификация | Молодёжная классификация |
| Гонщик                   | Гонщик                   | Команда                  | Время                    |                          |
| ------------------------ | ------------------------ | ------------------------ | ------------------------ | ------------------------ |
| 1-й                      | Jorge Gutiérrez          | Equipo Kern Pharma       | 5ч 07' 27                |                          |
| 2-й                      | Viacheslav Ivanov        | Efapel Cycling           | + 29                     |                          |
| 3-й                      | Samuel Fernández         | Caja Rural-Seguros RGA   | + 52                     |                          |

| Молодёжная классификация | Молодёжная классификация | Молодёжная классификация | Молодёжная классификация | Молодёжная классификация |
| Гонщик                   | Гонщик                   | Команда                  | Время                    |                          |
| ------------------------ | ------------------------ | ------------------------ | ------------------------ | ------------------------ |
| 1-й                      | Jorge Gutiérrez          | Equipo Kern Pharma       | 5ч 07' 27                |                          |
| 2-й                      | Viacheslav Ivanov        | Efapel Cycling           | + 29                     |                          |
| 3-й                      | Samuel Fernández         | Caja Rural-Seguros RGA   | + 52                     |                          |

| Командная классификация по времени | Командная классификация по времени | Командная классификация по времени | Командная классификация по времени |
| Команда                            | Команда                            | Время                              |                                    |
| ---------------------------------- | ---------------------------------- | ---------------------------------- | ---------------------------------- |
| 1-й                                | Sabgal-Anicolor                    | 15ч 22' 11                         |                                    |
| 2-й                                | Equipo Kern Pharma                 | + 10                               |                                    |
| 3-й                                | Efapel Cycling                     | + 54                               |                                    |

| Командная классификация по времени | Командная классификация по времени | Командная классификация по времени | Командная классификация по времени |
| Команда                            | Команда                            | Время                              |                                    |
| ---------------------------------- | ---------------------------------- | ---------------------------------- | ---------------------------------- |
| 1-й                                | Sabgal-Anicolor                    | 15ч 22' 11                         |                                    |
| 2-й                                | Equipo Kern Pharma                 | + 10                               |                                    |
| 3-й                                | Efapel Cycling                     | + 54                               |                                    |